# Mussolini: último acto
Mussolini: último acto (italiano:Mussolini: Ultimo atto; inglés: Last Days of Mussolini) es una película italiana dramática-histórica de 1975 coescrita y dirigida por Carlo Lizzani. Es protagonizada por Rod Steiger, Franco Nero, Lisa Gastoni, Lino Capolicchio y Henry Fonda. El filme narra la caída del dictador italiano Benito Mussolini. La banda sonora fue compuesta por Ennio Morricone, por entonces de 47 años de edad.

## Sinopsis
En 1945, Benito Mussolini viaja a Milán para hablar con el arzobispo Alfredo Ildefonso Schuster, con el fin que le ayude a escapar desde Italia. La República Social Italiana, último bastión del fascismo, está decayendo, mientras los partisanos están a punto de ganar Milán. Mussolini huye, seguido por su amante Claretta Petacci, logrando llegar al pueblo norteño de Dongo. Allí se encuentra con los alemanes, quienes le ordenan vestirse como un oficial alemán, para evitar ser capturado por los partisanos. Mussolini acepta sin objeción, siempre esperando por una revuelta de sus fascistas leales, pero él está en peligro. Cuando Mussolini es reconocido, el líder de los partisanos, Walter Audisio quería entregarlo a los americanos, para que sea procesado en la justicia. Pero los crímenes de guerra del Duce son demasiados; entonces, Audisio decide, finalmente, dispararle frente a la Villa Belmonte en la aldea Giulino, junto a su amante.

## Reparto
- Rod Steiger  ...  Benito Mussolini
- Franco Nero  ...  Walter Audisio, 'Valerio'
- Lisa Gastoni  ...  Claretta Petacci
- Lino Capolicchio  ...  Pierluigi Bellini delle Stelle, 'Pedro'
- Henry Fonda ... Cardenal Alfredo Ildefonso Schuster
- Giuseppe Addobbati  ...  Raffaele Cadorna
- Bruno Corazzari ...  Teniente Fritz Birzer
- Giacomo Rossi Stuart ... Jack Donati
- Rodolfo Dal Pra ...  Rodolfo Graziani
- Manfred Freyberger ...  Otto Kisnat